# Chiguayante
Chiguayante est une ville et une commune du Chili faisant partie de la province de Concepción, elle-même rattachée à la région du Biobío.

## Population
En 2012, la population de la commune s'élevait à 85 689 habitants. La superficie de la commune est de 1 190 km2 (densité de 56 hab./km²).

Position de Chiguayante (en rouge) au sein de la région du Biobío.